# Esteban Garcia
Esteban Garcia de Rontero (* 7. Dezember 1970) ist ein Schweizer Unternehmer, Segler, Rennstallbesitzer und Autorennfahrer.

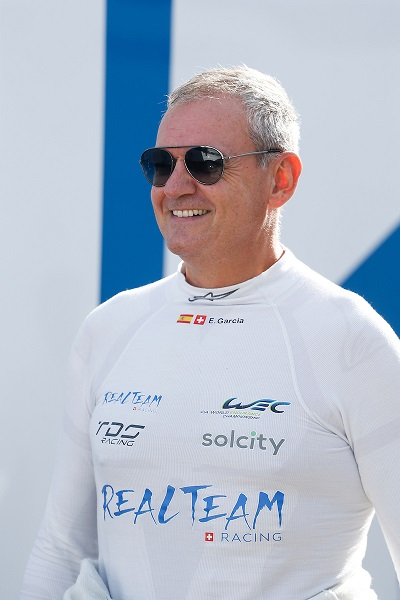
Esteban Garcia 2021

## Unternehmer
Esteban Garcia war Gründer des Immobilienfonds Realstone. Für das 2004 in Lausanne gegründete Unternehmen ist er heute als Verwaltungsrat tätig.

## Segelsport
Garcia ist passionierter Segler und gewann 2009 als Skipper der Realstone-TP52-Matador die TP-Klasse der Königsregatta vor Palma de Mallorca. Seit 2013 leitet er Realtime Sailing, eine professionelle Segelmannschaft, die sich an Hochseeregatten beteiligt. Ausserdem organisiert er den 2010 ins Leben gerufenen Realstone Cup auf dem Genfersee.

## Rennstallbesitzer und Rennfahrer
Neben der Segelmannschaft betreibt Garcia auch einen Motorsport-Rennstall. Seine Fahrerkarriere begann 2013 in der V-de-V-Monopostoserie. Mit dem Wechsel in den Sportwagen- und GT-Sport stellten sich erste Erfolge ein. Das 12-Stunden-Rennen von Abu Dhabi 2018 beendete er im Ligier JS P3 als Dritter der Prototypenklasse und die European Le Mans Series 2020 als Fünfter der LMP3-Wertung. 2021 gab er sein Debüt beim 24-Stunden-Rennen von Le Mans. Gemeinsam mit Loïc Duval und Norman Nato erreichte er im Oreca 07 den 17. Rang in der Schlusswertung.

## Statistik

### Le-Mans-Ergebnisse
| Jahr | Team            | Fahrzeug | Teamkollege | Teamkollege | Platzierung | Ausfallgrund |
| ---- | --------------- | -------- | ----------- | ----------- | ----------- | ------------ |
| 2021 | Realteam Racing | Oreca 07 | Loïc Duval  | Norman Nato | Rang 17     |              |

### Einzelergebnisse in der FIA-Langstrecken-Weltmeisterschaft
| Saison | Team            | Rennwagen | 1   | 2   | 3   | 4   | 5   | 6   |
| ------ | --------------- | --------- | --- | --- | --- | --- | --- | --- |
| 2021   | Realteam Racing | Oreca 07  | SPA | POR | MON | LEM | BAH | BAH |
| 2021   | Realteam Racing | Oreca 07  | 9   | 10  | 10  | 17  | 10  | 10  |